# Фуллер-Ейкерс (Каліфорнія)
Фуллер-Ейкерс (англ. Fuller Acres) — переписна місцевість (CDP) в США, в окрузі Керн штату Каліфорнія. Населення — 917 осіб (2020).

## Географія
Фуллер-Ейкерс розташований за координатами 35°18′8″ пн. ш. 118°54′51″ зх. д. / 35.30222° пн. ш. 118.91417° зх. д. (35.302254, -118.914296).  За даними Бюро перепису населення США в 2010 році переписна місцевість мала площу 1,95 км², уся площа — суходіл.

## Демографія
Згідно з переписом 2010 року, у переписній місцевості мешкала 991 особа в 244 домогосподарствах у складі 197 родин. Густота населення становила 507 осіб/км².  Було 274 помешкання (140/км²).
Расовий склад населення:
| - 61,3 % — білих - 1,3 % — чорних або афроамериканців - 1,2 % — корінних американців - 0,1 % — азіатів - 33,2 % — осіб інших рас |

До двох чи більше рас належало 2,9 %. Частка іспаномовних становила 77,5 % від усіх жителів.
За віковим діапазоном населення розподілялося таким чином: 34,9 % — особи молодші 18 років, 58,7 % — особи у віці 18—64 років, 6,4 % — особи у віці 65 років та старші. Медіана віку мешканця становила 27,2 року. На 100 осіб жіночої статі у переписній місцевості припадало 113,6 чоловіків;  на 100 жінок у віці від 18 років та старших — 116,4 чоловіків також старших 18 років.
Середній дохід на одне домашнє господарство  становив 40 630 доларів США (медіана — 33 365), а середній дохід на одну сім'ю — 39 119 доларів (медіана — 32 240). Медіана доходів становила 29 750 доларів для чоловіків та 31 250 доларів для жінок. За межею бідності перебувало 29,8 % осіб, у тому числі 36,7 % дітей у віці до 18 років та 0,0 % осіб у віці 65 років та старших.
Цивільне працевлаштоване населення становило 243 особи. Основні галузі зайнятості: сільське господарство, лісництво, риболовля — 22,2 %, мистецтво, розваги та відпочинок — 13,2 %, будівництво — 13,2 %.